# Szuperdokik
A Szuperdokik (eredeti cím: Mighty Med) 2013 és 2015 között futott amerikai televíziós vígjáték, amelyet Jim Bernstein és Andy Schwartz készített. A főbb szerepekben Jake Short, Bradley Steven Perry, Paris Berelc, Devan Leon és Augie Isaac látható.
Amerikában 2013. október 7-én mutatták be a Disney XD-n. Magyarországon 2014. május 18-án mutatta be a Disney Channel.

## Történet
Oliver és Kaz két átlagos tini, akik szeretik a képregényeket és Kaz miatt bekerülnek a kórházba, mert rájuk esik egy űrhajó alakú dísz amibe szépen be is szorulnak. A kórházban egy beteg bemegy a takarító szertárba és Kaz követi azt az embert, Oliver meg Kaz-t (nem is csinálhatna mást). Így jutnak el a Hős Med-be ahol sikeresen megmentik a Roncsoló nevű szuperhőst. Horace ezek után felveszi őket a Hős Med-be és számtalanszor mentik meg a hősöket és sok veszélyes dologba is belekerülnek de végül mindig megmenekülnek.

## Szereplők
- Kaz – Egy lusta, előbb cselekvő, aztán gondolkodó, és felelőtlen fiú, de a hősökért és a barátságáért Oliverrel bármit meg tud tenni. Általában ő gyógyítja meg a pácienseket. Szerelmes Stephanie-ba, a suli legnépszerűbb tanulójába.
- Oliver – Egy pontos, maximalista, okos, és csupaszív srác, aki felnéz minden hősre, és mindig rájön, ki miért került a Hős Medbe. Szerelmes Skylarbe. Oliver néha nagyon anyáskodó. Szereti megmondani mindenkinek hogy mit csináljon. Általában igaza is lesz végül de sokszor idegesítően hat ez a jelleme másokra.
- Skylar Storm – Ő játssza az állandó hőst, akitől a Megsemmisítő elvette a szuperképességeit, így a kórházban éli mindennapjait. Oliverékkel szokott lógni és legtöbbször ő menti ki őket a veszélyes helyzetekből. Bár nincs szuperereje de meg tudja védeni magát és másokat is. Normó iskolába is jár Oliverékkel. (Álneve: Conecticat (Coni) Valentine)
- Alan Diaz – Egy törekvő fiú, aki mindennél jobban szeretne népszerű lenni. Imád mellényt hordani, és ezért sokszor cukkolják. Uralni tudja a tárgyakat az elméjével, később pedig képes lesz állattá változni. Horace Diaz a nagybátyja.
- Gus – Gus egy rendkívül fura normó (szupererővel nem rendelkező ember). Ő az a gyerek akivel senki nem nagyon szeret lenni és csak Oliver, Kaz, Alan és Skyler akikkel úgy ahogy jóban van. A furcsasága sokszor keveri őt váratlan helyzetekbe. Egyszer például szupergonosszá is válik, ami ugyan részben egy gyógyszer mellékhatása, de azé is, hogy Kaz szendvicsét megette, ami meg volt fertőzve egy halálos vírussal.
- Horace Diaz – A Hős Med vezetője és ő maga Cadussio. Képes megállítani az időt és képes visszahozni valakit az életbe de csak ötször használhatja.
- Optimo – Ő Alan Diaz apja. Optimo azért nem találkozik Alan-nel, mert a nemezise akkor elfoghatná Alant és megkínozhatná.
- Wallace és Cilde – A Domain nevű képregénybolt tulajdonosai és igazából a Katasztrófa nevű szupergonosz két fele.
- Jordan – Nagyon érdekes a személyisége. Az embereket nem nagyon kedveli, de az állatokat annál inkább. Jóban van Oliverrel és Kaz-zel és ő is szereti a képregényeket.
- Kéktornádó – Az első szuperhős akivel találkoznak. Képes hangsebességgel pörögni. Ő vezeti el Kazt és Olivert a Hős Medbe.
- Roncsoló – Ő az első akit meggyógyítottak. Az ő szuperképessége a szupererő.
- Techton – Ő tűnik fel leggyakrabban a sorozatban és ő az első szuperhős aki rájön, hogy Skyler a Megsemmisítőnek dolgozik. Szuperképességei közt van a repülés, a szupererő és a földrengés.

## Szereposztás

### Főszereplők
| Szereplő     | Színész              | Magyar hang                                 |
| ------------ | -------------------- | ------------------------------------------- |
| Kaz          | Bradley Steven Perry | Ducsai Ábel (1. hang) Penke Bence (2. hang) |
| Oliver       | Jake Short           | Boldog Gábor                                |
| Skylar Storm | Paris Berelc         | Andrusko Marcella                           |
| Alan Diaz    | Devan Leos           | Bogdán Gergő                                |
| Gus          | Augie Isaac          | Császár András                              |

### Mellékszereplők
| Szereplő    | Színész          | Magyar hang    |
| ----------- | ---------------- | -------------- |
| Jordan      | Cozi Zuehlsdorff | Hermann Lilla  |
| Stefanie    | Brooke Sorenson  | Gulás Fanni    |
| Horace Diaz | Carlos Lacamara  | Forgács Gábor  |
| Wallace     | Randy Sklar      | Kapácsy Miklós |
| Cilde       | Jason Sklar      | Kerekes József |

## Epizódok
| Évad | Évad | Epizódok | Eredeti sugárzás  | Eredeti sugárzás     | Magyar sugárzás | Magyar sugárzás |
| Évad | Évad | Epizódok | Évadpremier       | Évadfinálé           | Évadpremier     | Évadfinálé      |
| ---- | ---- | -------- | ----------------- | -------------------- | --------------- | --------------- |
|      | 1    | 26       | 2013. október 7.  | 2014. szeptember 15. | 2014. május 18. | 2015. május 24. |
|      | 2    | 22       | 2014. október 20. | 2015. szeptember 9.  | 2015. május 31. | 2016. május 22. |